# Giovan Battista Trionfetti
 (mars 2024).
Giovan Battista Trionfetti est un botaniste italien, né à Bologne le 8 mai 1656 et mort à Rome à la fin de novembre 1708.

## Biographie
Né à Bologne en 1656, il dut abandonner les sciences naturelles pour obéir à la volonté de son père, qui le destinait au barreau. Il apprit le droit à Rome, où il cultiva en secret ses anciennes études. Plus occupé de botanique que de jurisprudence, on le crut digne d'occuper la place de directeur au jardin botanique de Rome, en 1698. Il entreprit les voyages, herborisa en différentes provinces, et, au bout de dix ans, parvint à rassembler sur le Janicule environ six mille espèces tirées en grande partie des États romains. Cette collection, qui doit paraître très-bornée de nos jours, était alors une des plus considérables de l'Italie. Elle avait, en outre, le mérite de recomposer la flore du Latium. Trionfetti se préparait à en dresser le catalogue, lorsqu'il embrassa la défense de son maître Sbaraglia contre Malpighi. Trionfetti peut être considéré comme le fondateur du jardin botanique de Rome. Il mourut dans cette ville à la fin de novembre 1708.

## Œuvres
- Observationes de ortu et vegetatione plantarum, cum novarum stirpium historia, Rome, 1683, in-4°, suivi d'un catalogue de plantes alpines les plus rares. Dans cet ouvrage, l'auteur semble en vouloir à Bartholin ; mais ses coups portent plus haut : ils sont dirigés contre Redi et Malpighi.
- Syllog. plantarum horto romano additarum, ibid., 1687, in-4° ;
- Prolusio ad publicas herbarum ostensiones, cui aceesserunt notarum stirpium descriptiones, ibid., 1700, in-4° ;
- Vindiciarum veritatis a castigationibus quarumdam propositionum, quæ habentur in opusculo de ortu et vegetatione plantarum, etc., ibid., 1703, in-4°, première partie et la seule publiée.